# Frank Campanella
Frank Campanella (New York, 12 marzo 1919 – Los Angeles, 30 dicembre 2006) è stato un attore statunitense.
Anche il fratello Joseph Campanella è stato un attore.

## Biografia
Nacque a New York da Philip e Mary O. Campanella, entrambi nati in Sicilia.
La famiglia viveva nel quartiere di Washington Heights del distretto di Manhattan. Era primo di tre figli maschi, i due fratelli minori Joseph e Philip divennero rispettivamente attore ed idraulico.
Grazie alle origini italiane, crescendo parlava principalmente italiano; questo si rivelò utile durante la seconda guerra mondiale, quando ha lavorato come traduttore civile per il governo statunitense.
Da giovane studiò al Manhattan College dove, nel 1940, si laureò.

## Filmografia parziale

### Cinema
- Fascino del palcoscenico (Stage Struck), regia di Sidney Lumet (1958)
- Uno sguardo dal ponte (A View from the Bridge), regia di Sidney Lumet (1962)
- Operazione diabolica (Seconds), regia di John Frankenheimer (1966)
- Per favore, non toccate le vecchiette (The Producers), regia di Mel Brooks (1967)
- La gang che non sapeva sparare (The Gang That Couldn't Shoot Straight), regia di James Goldstone (1971)
- L'assassino di pietra (The Stone Killer), regia di Michael Winner (1973)
- Quella sporca ultima notte (Capone), regia di Steve Carver (1975)
- Alta tensione (High Anxiety), regia di Mel Brooks (1977)
- Il paradiso può attendere (Heaven Can Wait), regia di Warren Beatty e Buck Henry (1978)
- Il giustiziere della notte n. 2 (Death Wish II), regia di Michael Winner (1982)
- L'ospedale più pazzo del mondo (Young Doctors in Love), regia di Garry Marshall (1982)
- Flamingo Kid (The Flamingo Kid), regia di Garry Marshall (1984)
- Free Ride, regia di Tom Trbovich (1986)
- Niente in comune (Nothing In Common), regia di Garry Marshall (1986)
- Overboard - Una coppia alla deriva (Overboard), regia di Garry Marshall (1987)
- Spiagge (Beaches), regia di Garry Marshall (1988)
- Legami di sangue (Blood Red), regia di Peter Masterson (1989)
- Pretty Woman, regia di Garry Marshall (1990)
- Dick Tracy, regia di Warren Beatty (1990)
- Paura d'amare (Frankie and Johnny), regia di Garry Marshall (1991)
- Exit to Eden, regia di Garry Marshall (1994)
- Love Affair - Un grande amore (Love Affair), regia di Glenn Gordon Caron (1994)
- Un amore speciale (The Other Sister), regia di Garry Marshall (1999)
- Quando meno te lo aspetti (Raising Helen), regia di Garry Marshall (2004)

### Televisione
- The Man Behind the Badge – serie TV, 3 episodi (1954)
- Studio One – serie TV, 3 episodi (1955-1956)
- The Kaiser Aluminum Hour – serie TV, episodi 1x01-1x10 (1956)
- The Big Story – serie TV, 3 episodi (1956-1957)
- From These Roots – serie TV, 526 episodi (1950-1960)
- Una donna poliziotto (Decoy) – serie TV, episodi 1x03-1x13-1x36 (1957-1958)
- La città in controluce (Naked City) – serie TV, 4 episodi (1958-1962)
- La parola alla difesa (The Defenders) – serie TV, 4 episodi (1961-1964)
- The Nurses – serie TV, 3 episodi (1964-1965)
- Hawk l'indiano (Hawk) – serie TV, episodio 1x10 (1966)
- Mannix – serie TV, 4 episodi (1967-1969)
- Medical Center – serie TV, 4 episodi (1970-1974)
- Agenzia Rockford (The Rockford Files) – serie TV, 3 episodi (1975-1976)
- Maude – serie TV, 3 episodi (1972-1977)
- Brothers and Sisters – serie TV, episodio 1x13 (1979)
- Skag – serie TV, 5 episodi (1980)
- Quincy (Quincy, M.E.) – serie TV, 4 episodi (1977-1982)